# Yoshida Hiroshi
Yoshida Hiroshi (吉田 博 Yoshida Hiroshi, 19 tháng 9 năm 1876 – 5 tháng tư, 1950) là một họa sĩ và đồng thời cũng là thợ in mộc bản ở thế kỷ 20. Ông được coi là một trong những nghệ sĩ vĩ đại nhất của phong trào nghệ thuật shin-hanga, đặc biệt là với những bản họa phong cảnh xuất sắc của ông. Trong suốt sự nghiệp của mình, Yoshida đã đặt chân đến nhiều nơi trong đó bao gồm đền Taj Mahal, dãy Alps Thụy Sĩ, hẻm núi Grand Canyon, cùng những Công viên Quốc gia khác tại Hoa Kỳ. Điều này phần nào đó giúp ông có được những đề tài mới lạ nằm ngoài Nhật Bản, khác với những nghệ sĩ đồng nghiệp của mình.

## Tiểu sử
Yoshida Hiroshi (tên khai sinh Ueda Hiroshi) sinh ra tại thành phố Kurume, Fukuoka, ở Kyushu, vào 19 tháng 9 năm 1876. Ông đã bộc lộ được những năng khiếu về nghệ thuật từ sớm dưới bàn tay nuôi dưỡng của người cha nuôi của mình, một giáo viên hội họa. Năm 19 tuổi, ông được gửi đến Kyoto để theo học Tamura Shoryu, một giáo viên có tiếng về hội họa phương Tây. Sau đó, ông tiếp tục theo học Koyama Shōtarō ở Tokyo, thêm ba năm nữa.
Năm 1899, Yoshida đã có một buổi triển lãm đầu tiên cho riêng mình tại Mỹ, Bảo tàng Nghệ thuật Detroit (nay là Viện Nghệ thuật Detroit). Sau đó, ông tiếp tục du lịch đến những nơi như Boston, Washington, DC, Providence và Châu Âu. Năm 1920, Yoshida đã giới thiệu những bản khắc gỗ đầu tiên của mình tại Xưởng In Watanabe, được thành lập bởi Watanabe Shōzaburō (1885–1962), đồng thời là nhà xuất bản và cũng là người ủng hộ phong trào shin-hanga. Tuy nhiên, sự hợp tác của Yoshida với Watanabe bị ngắt quãng một phần do cửa hàng của Watanabe bị phá hủy nặng nề vì trận đại thảm họa động đất Kanto vào ngày 1 tháng 9 năm 1923.
Năm 1925, ông tự thuê một nhóm thợ khắc và thợ in chuyên nghiệp, và thành lập xưởng sản xuất cho riêng mình. Các bản in đều được thực hiện dưới sự giám sát chặt chẽ của ông. Yoshida đã kết hợp hệ thống hợp tác ukiyo-e truyền thống với nguyên tắc sōsaku-hanga và thành lập nên một trường phái thứ ba, tách mình khỏi hai phong trào shin-hanga và sōsaku-hanga. Phong cách của ông được truyền bá khắp thế giới, là nguồn cảm hứng cho các nghệ sĩ trẻ làm theo trái tim mách bảo và khuyến khích họ nên làm những gì họ muốn, ngay cả khi không được người khác đồng ý. Phong cách nghệ thuật của Hiroshi gắn liền với tên tuổi của ông, đồng thời cũng có thể coi là một bản tóm lược về cuộc đời chính ông.
Ở tuổi 73, Yoshida đã có một chuyến đi phác thảo cuối cùng của mình tới Izu và Nagaoka, để thực hiện những tác phẩm cuối cùng của ông là Biển tây Izu và Núi Izu. Ông đột ngột ngã bệnh trong chuyến hành trình này và buộc phải trở về Tokyo, nơi ông qua đời vào ngày 5 tháng 4 năm 1950 tại nhà riêng. Ngôi mộ ông nằm trong khuôn viên Ryuun-in, ở Koishikawa, Tokyo.

## Phong cách nghệ thuật
Yoshida Hiroshi được đào tạo theo tranh sơn dầu phương Tây truyền thống, được du nhập vào Nhật Bản trong thời kỳ Meiji. Ông thường sử dụng lại các mộc bản nhưng kết hợp chúng với màu sắc riêng, tạo cảm giác khác lạ. Điển hình nhất có thể kể đến bức Thuyền buồm năm 1921. Yoshida có nhiều cơ hội được làm quen và học hỏi với người Mỹ, điều này ảnh hưởng đáng kể đến phong cách nghệ thuật của ông. Năm 1931, một loạt các bản họa mô tả cảnh quan từ Ấn Độ, Pakistan, Afghanistan đến Singapore được ông xuất bản. Sáu trong số đó là tả cảnh Taj Mahal với những màu sắc và tâm trạng khác nhau.

## Gia đình Yoshida
Danh tiếng gia đình nhà Yoshida luôn gắn liền với nghệ thuật từ đầu thế kỷ 19 đến hiện tại, tám nghệ sĩ nổi bật trong đó bao gồm:
- Yoshida Kasaburo (1861–1894), và người vợ Yoshida Rui đều là nghệ sĩ; 
  - Người con gái Yoshida Fujio (1887–1987);
  - Người con trai nuôi Yoshida Hiroshi (1876–1950), sau này kết hôn với Fujio; 
    - Yoshida Tōshi (1911–1995), con trai cả của Hiroshi, có vợ Yoshida Kiso (1919–2005) đều là nghệ sĩ;
    - Yoshida Hodaka (1926–1995), một người con trai khác của Hiroshi, có vợ Yoshida Chizuko (sinh năm 1924) và con gái Yoshida Ayomi (sinh năm 1958) cũng đều là những nghệ sĩ.

Tám nghệ sĩ này, gồm bốn người đàn ông và bốn phụ nữ trải qua bốn thế hệ, cung cấp một góc nhìn thú vị về dòng chảy lịch sử và phát triển nghệ thuật đầy biến động của Nhật Bản trong Thế kỷ 20. Mặc dù họ thừa hưởng chung một truyền thống, các nghệ sĩ gia đình Yoshida lại làm việc theo các phong cách và cảm hứng khác nhau. Toshi Yoshida và gia đình Yoshida nói chung đã sử dụng những mộc bản gốc của Yoshida Hiroshi để tạo ra thêm các phiên bản sau này, bao gồm cả việc tái bản các tác phẩm của Yoshida Hiroshi.
Các bản họa được thực hiện dưới sự giám sát của Yoshida Hiroshi sẽ kèm theo một con dấu jizuri được đánh trên tem kanji. Jizuri có nghĩa tự in (自摺 Jizuri), để nhận biết rằng Yoshida Hiroshi đã tham gia và đóng vai trò quan trọng trong quá trình sản xuất chúng. Con dấu cũng tùy thuộc theo người quản lý và thời gian tạo ra mà khác nhau. Các bản họa gốc của ông tại thị trường Nhật Bản không kèm theo chữ ký hoặc tiêu đề tiếng Anh.

## Xuất bản phẩm
In mộc bản Nhật Bản, hướng dẫn toàn diện về nghề in mộc bản bản được chắp bút bởi Yoshida Hiroshi đã được The Sanseido Company, Ltd. xuất bản tại Tokyo và Osaka vào năm 1939.

## Dẫn chứng
1. ↑  Encyclopedia of Woodblock Printmaking: Yoshida Hiroshi: Print-maker: Part One
2. ↑  "Yoshida Hiroshi (1876-1950) - The Lavenberg Collection of Japanese Prints". Truy cập ngày 13 tháng 5 năm 2020.
3. ↑  Ben Bruce Blakeney. "Yoshida Hiroshi: Print-maker: Part One". Truy cập ngày 14 tháng 5 năm 2020.
4. ↑  Chris Koller. "Hiroshi Yoshida and the Jizuri seal". Truy cập ngày 13 tháng 5 năm 2020.
5. ↑  Yoshida, 1939